# 中华民族共同体
中华民族共同体，是2012年中共十八大以来中共中央总书记习近平提出的一个民族理论概念，是指对中国历史上与当下各民族的总称，为“国家层面的民族实体”。

## 定义
“中华民族共同体”的概念涵盖“四个共同”（中华民族历史形成过程中在“疆域”、“历史”、“文化”、“精神”四个方面的认同）、“四个与共”（引导各族人民牢固树立“休戚与共”、“荣辱与共”、“生死与共”、“命运与共”的“共同体”理念）以及“五个高度认同”（推动各民族对“伟大祖国”、“中华民族”、“中华文化”、“中国共产党”、“中国特色社会主义”形成高度认同）等重要内容。

## 各方评价
《南华早报》评论员分析，随着中央不再强调中国少数民族的特性，针对少数民族的优待措施将进一步减少。